# Jashipur
Jashipur es una ciudad censal situada en el distrito de Mayurbhanj en el estado de Odisha (India). Su población es de 5101 habitantes (2011). Se encuentra a 73 km de Baripada y a 215 km de Bhubaneswar. En la localidad se encuentra una de las entradas al parque nacional de Simlipal.

## Demografía
Según el censo de 2011 la población de Jashipur era de 5101 habitantes, de los cuales 2581 eran hombres y 2520 eran mujeres. Jashipur tiene una tasa media de alfabetización del 74,54%, superior a la media estatal del 72,87%: la alfabetización masculina es del 82,66%, y la alfabetización femenina del 66,14%.